# Метрополітен (фільм, 1935)
«Метрополітен» (англ. Metropolitan) — американський мюзикл, мелодрама режисера Річарда Болеславсвкого 1935 року.

## Сюжет
Оперна примадонна залишає Метрополітен, щоб сформувати її власну компанію з Тіббетт. Вона залишає цю компанію також, що означає, що Тіббетт і компанія повинні продовжувати без неї.

## У ролях
- Лоуренс Тіббетт — Томас Ренвік
- Вірджинія Брюс — Енн Меррілл
- Еліс Брейді — Гіта Галін
- Сесар Ромеро — Нікі Бароні
- Тьюрстон Голл — Т. Сімон Хантер
- Луї Альберні — Уго Піззі
- Джордж Ф. Меріон — Перонтеллі
- Едріен Рослі — містер Толентіно
- Крістіан Раб — Вайдел
- Франклін Арделл — Марко
- Етьєн Жирардо — Нелло
- Джессі Ральф — прибиральниця